# فادي الرفاعي
فادي الرفاعي (5 يناير 1969) - ممثل وممثل صوت ومخرج لبناني.

## عن حياته
وُلد في 5 يناير 1969، هو ممثل مسرحي وممثل صوت لبناني حاصل على دبلوم دراسات عليا في الاخراج والتمثيل من الجامعة اللبنانية معهد الفنون الجميلة في عام 1992 تميز بصوته وبإتقانه اللغة العربية الفصحى وله العديد من الأدوار في المسرح والدوبلاج في استديوهات ايمدج برودكشن هاوس.

## فيلموغرافيا

### أفلام
فيلم من أ إلى ب،from A to B
2014

### تلفاز
| السنة | العنوان         | الدور              | ملاحظات | مصادر |
| ----- | --------------- | ------------------ | ------- | ----- |
| 2015  | زفافيان         | نفسه               |         |       |
| 2015  | درب الياسمين    |                    |         |       |
| 2014  | باب المراد      | الإمام محمد الجواد | صوت فقط |       |
| 2007  | عيلة ع فرد ميلة |                    |         |       |
| 2001  | تلاميذ آخر زمن  |                    |         |       |

### مسرحيات
| السنة | العنوان  | الدور | ملاحظات | مصادر |
| ----- | -------- | ----- | ------- | ----- |
| 2013  | ويل لأمة |       |         | [ 4 ] |

## وثائقي
- ناشيونال جيوغرافيك-الجزيرة العربيّة-كويست...)
- وأفلام رياضية وسياسية وترفيهية.

## مسرح
- سوزان وام طعان
- فوق الدكة
- نانا وطرزان
- ويلن لأمّةٍ
- حدود قانا
- كراكلا
- علاء الدين
- المفتاح السحري
- اولاد الغابة
- وغيرها

```
** بالإضافة إلى العديد من البرامج التلفزيونية.
```

## أدوار الدبلجة
- أبطال التايتنز ومهمة طوكيو - دايزو
- الأبطال الستة - كراي[2]
- أطلنطس: الإمبراطورية المفقودة - كوكي، سويت (النسخة العربية الفصحى)[5]
- آليس في بلاد العجائب (فيلم 1951) (النسخة العربية الفصحى)[6]
- تشيكن ليتل (فيلم 2005) (النسخة العربية الفصحى)[7]
- تين تايتنز إنطلق - ترايغون (نسخة إم بي سي 3)
- دكتور فريز الشرير وباتمان - مستر فريز
- حكاية لعبة 2[8] - ويزي (النسخة العربية الفصحى)
- حكاية لعبة 3[9] - تشاكلز (النسخة العربية الفصحى)
- حياة حشرة[10] - فرانسيس (النسخة العربية الفصحى)
- الخارقون - لوشيوس (النسخة العربية الفصحى)
- خلف حائط الحديقة - الوحش[2]
- ستيفن البطل - السيد سمايلي[2]، فرايمان، بيدي، جَيمي
- سيارات 2 - المعلم زنداب، نيغل (النسخة العربية الفصحى)[11]
- شركة الوحوش - جورج، ياتي (النسخة العربية الفصحى)[12]
- عالم غامبول المدهش - فيستجيرالد
- عرض لوني تونز
- العم جدو - السيد غاس[2]، هوت دوغ بيرسون
- عودة أطلنطس - كوكي، سويت (النسخة العربية الفصحى)[13]
- الفأر المتحري - فيدجيت (النسخة العربية الفصحى)[14]
- فيلم ستيتش - ستة اثنان خمسة، كومو (النسخة العربية الفصحى)[15]
- قلبا وقالبا - غضب الأب
- ليروي وستيتش - ستة اثنان خمسة (النسخة العربية الفصحى)[16]
- ليلو وستيتش 2 - كومو (النسخة العربية الفصحى)[17]
- مات هاتر
- مستر بين (مسلسل رسوم متحركة)
- من ألف ليلة وليلة[18] - شهريار (الصوت الأول)
- ميلو ورحلة الإنقاذ - غريبل[19]
- وقت المغامرة
- يوغي - سيتو كايبا
- يوغي 5Ds - جاك أطلس، جايكوب
- أبطال النينجا—رفايل
- طمطوم -طمطوم
- مغامرات عصام
- تيكن 7 - شاهين
- كابتن تسوباسا - هيوغا كوجيرو

## افلام كرتونيّة
- الفارس الأخضر
- الحياة الهادئة
- وادي الأمان
- دببة المحبة
- القلعة الخضراء
- وغيرها الكثير...

### دوبلاج الدراما
- أصحاب الكهف
- غريب طوس - الأمين العباسي،
- المختار الثقفي - هانيء بن عروة، ابن همام

## الأعمال المدبلجة، الأعمال الدراميّة
- انامورادا
- كاليبسو
- امرأة في حياتي
- سامنتا
- لويزا فيرناندا
- ثمار حياتي
- قلب في امرأتين
- ...وغيرها من البرامج...

## وصلات خارجية
- فادي الرفاعي على موقع IMDb (الإنجليزية)
- فادي الرفاعي على موقع قاعدة بيانات الأفلام العربية
- فادي الرفاعي على موقع قاعدة بيانات الفيلم (الإنجليزية)